# ناحیه اشپیتال آن در دراو
ناحیه اشپیتال آن در دراو (به آلمانی: Spittal an der Drau District) یک ناحیه در اتریش است که در کرنتن واقع شده‌است. ناحیه اشپیتال آن در دراو ۸۱٬۷۱۹ نفر جمعیت دارد.